# Prix Alpes-Jura
 (février 2022).
Le prix Alpes-Jura (ou prix des Alpes et du Jura) est un prix littéraire créé en 1972.
Ce prix est un de 10 prix décernés par l’Association des écrivains de langue française (ADELF), fondée en 1925 pour promouvoir la littérature francophone.
Il est décerné chaque année « soit à un ouvrage écrit directement en français par un écrivain originaire du Jura français ou suisse, ou des Alpes suisses ou françaises ou du Val d’Aoste, soit à un ouvrage consacré à ces régions, soit à l’ensemble d’une œuvre ».

## Lauréats
- 1972 Jacques Chessex pour Carabas (Grasset)
- 1973 Daniel Odier pour Le voyage de John O'Flaherty (Seuil)
- 1974 Maurice Zermatten pour La porte blanche (Tamaris) / Paul Vincent pour Le rendez-vous des herbes hautes (Hachette)
- 1975 Marie-José Piguet pour Reviens ma douce (Bertil Galland) / Jean-Christian Spahni pour Les indiens des Andes (Payot)
- 1976 Jean-Claude Fontanet pour L'effritement (La Baconnière)
- 1977 Lin Colliard pour La culture valdotaine au cours des siècles (Imprimerie ITLA, Aoste)
- 1978 Maurice Chappaz pour Pages choisies (Éditions Eibel) et pour l'ensemble de son œuvre
- 1979 Louis-Albert Zbinden pour Suisse, Collections Microcosme "Petite planète" (Seuil)
- 1980 Gabrielle Faure pour Evora (éd. de l'Aire)
- 1981 Roger-Louis Junod pour Les Enfants du roi Marc (Bertil Galland) / Yvette Z'Graggen pour Un temps de colère et d'amour (éd. de l'Aire)
- 1982 Nicolas Bouvier pour Le Poisson-scorpion (Gallimard)
- 1983 Gilbert Bovay pour L'effraction (Zoé) / Hélène Zufferey pour Au bord de l'ombre (éd. Pourquoi pas?)
- 1984 Pernette Chaponnière, Le pèlerin de Cythère (éd. Pourquoi pas?)
- 1985 Michel Vernus, La vie comtoise au temps de l'Ancien Régime (Marque Maillart)
- 1986 Gilbert Baechtold pour Quand les serpents naviguent (P.M. Favre) / Bertil Galland pour Le Nord en hiver (Payot)
- 1987 Suzanne Deriex pour  Les sept vies de Louise Croisier née Moraz (éd. de l'Aire) / Jean-François Duval pour  Les proscrits (éd de l'Aire)
- 1988 André Besson pour Une fille de la forêt (France-Empire) / Roger du Pasquier pour  L'Islam entre tradition et révolution (Tanguy)
- 1989 Édith Habersaat pour  Des plis dans l'aube (La Thièle)
- 1990 Anne Cuneo pour Station Victoria (Bernard Campiche)
- 1991 Prix non attribué
- 1992 Michel Goeldlin pour La planète des victimes (éd. de l'Aire)
- 1993 Prix non attribué
- 1994 Michel Campiche pour Dimanche des mères (Bernard Campiche)
- 1995 Daniel de Roulet pour La ligne bleue (Seuil)
- 1996 Gilbert Salem pour Le miel du lac (Bernard Campiche) / Claude Darbellay pour Le ciel plié (Zoé)
- 1997 Anne-Lou Steininger, La maladie d'être mouche (Gallimard)
- 1998 Michelle Tourneur pour À l'heure dite (Gallimard)
- 1999 Étienne Barilier pour Le train de la Chomo Lungma (Zoé)
- 2000 Nadine Mabille pour Le tramway bleu (Monographie)
- 2001 Yves Mugny pour Ma terre douloureuse (éd. de l'Hèbe)
- 2002 Michel Contat pour Notes d'un Vaudois (Zoé)
- 2003 Jean-Pierre Keller pour La solitude du coupeur de nattes (Denoël)
- 2004 Jean-Paul Comtesse pour Sabika Désirade la femme au livre (Monographie)
- 2005 Asa Lanova pour La Gazelle tartare (Éd. Bernard Campiche) / Mention spéciale : Elisabeth Horem, Schrapnels (Bernard Campiche).
- 2006 Pascal Rebetez pour Voyage central (éd. de l'Hèbe) / Mention spéciale : Janine Massard pour Le jardin face à la France (Bernard Campiche)
- 2007 Jean-François Sonnay pour Yvan, le bazooka, les dingues et moi (Bernard Campiche)
- 2008 Corinne Desarzens pour Tabac de Havane évoluant vers chrysanthème (éd. Jean-Paul Rocher) / Mention spéciale: Sylvain Bocgio pour Bas étage (éd. D'Autre Part)
- 2009 Nicolas Couchepin pour La théorie du papillon (Infolio) / Mention spéciale : Jacques Rittaud-Hutinet pour Schisme: Pierre Valdo et le chevalier (éd. Mon Village)
- 2010 Christian Lecomte pour L’interdite d’Alger (Zoé) / Mention spéciale : Anne Bregani pour Le temps de l’Arc (éditions Samizdat)
- 2012 Noëlle Revaz  pour Quand Mamie (Zoé)

- 2012  Quentin Mouron pour Au point d’effusion des égouts  (Éditions Olivier Morattel)

- 2013 Roland Buti pour Le milieu de l’horizon (Zoé)
- 2014 Damien Murith pour La lune assassinée (L’Âge d’Homme)
- 2015 Silvia Härri pour Nouaison (Bernard Campiche)
- 2016 Claire Genoux pour Orpheline (Bernard Campiche)[2]